# Caecognathia wagneri
Caecognathia wagneri är en kräftdjursart som först beskrevs av Théodore Monod 1925.  Caecognathia wagneri ingår i släktet Caecognathia och familjen Gnathiidae. Inga underarter finns listade i Catalogue of Life.